# Vladimír Makovický
Vladimír Makovický (26. dubna 1862 Ružomberok – 15. února 1944 Nový Smokovec) byl slovenský a československý podnikatel a politik, meziválečný poslanec Revolučního národního shromáždění.

## Biografie
Jeho otec, podnikatel Peter Makovický, patřil k prvním slovenským národovcům, který v roce 1879 založil jednu z prvních slovenských bank, Ružomberský úvěrový akciový spolek. Vladimír nastoupil nejprve do otcovy ružomberské firmy (obchod, bryndzárna).
Roku 1903 nastoupil Vladimír Makovický do čela otcovské banky. V té době již za sebou měl podnikatelské počiny při rozvoji papírenského a potravinářského průmyslu. Ve svém působení spolupracoval s českým kapitálem. V roce 1915 se stal předsedou Svazu slovenských peněžních ústavů. V roce 1919 se Ružomberský úvěrový akciový spolek proměnil na Slovenskou banku, která postupně rozšiřovala svou kontrolu nad slovenským hospodářstvím a měla podíl v 47 průmyslových a obchodních firmách. V čele Slovenské banky zůstal až do smrti.
Zasedal v Revolučním národním shromáždění za slovenský klub (slovenští poslanci Revolučního národního shromáždění ještě nebyli organizováni podle stranických klubů) Nastoupil do něj v prosinci 1918 a na mandát rezignoval v lednu 1920. Byl povoláním správcem banky.